# Бейтсвіль (Міссісіпі)
Бейтсвіль (англ. Batesville) — місто (англ. city) в США, в окрузі Пенола штату Міссісіпі. Населення — 7523 особи (2020).

## Географія
Бейтсвіль розташований за координатами 34°19′16″ пн. ш. 89°55′32″ зх. д. / 34.32111° пн. ш. 89.92556° зх. д. (34.321160, -89.925420).  За даними Бюро перепису населення США в 2010 році місто мало площу 51,67 км², з яких 51,67 км² — суходіл та 0,00 км² — водойми.

## Демографія
Згідно з переписом 2010 року, у місті мешкали 7463 особи в 2839 домогосподарствах у складі 1921 родини. Густота населення становила 144 особи/км².  Було 3105 помешкань (60/км²).
Расовий склад населення:
| - 51,8 % — білих - 45,2 % — чорних або афроамериканців - 0,6 % — азіатів - 0,3 % — корінних американців - 1,1 % — осіб інших рас |

До двох чи більше рас належало 1,1 %. Частка іспаномовних становила 2,0 % від усіх жителів.
За віковим діапазоном населення розподілялося таким чином: 28,7 % — особи молодші 18 років, 58,0 % — особи у віці 18—64 років, 13,3 % — особи у віці 65 років та старші. Медіана віку мешканця становила 33,0 року. На 100 осіб жіночої статі у місті припадало 82,6 чоловіків;  на 100 жінок у віці від 18 років та старших — 75,2 чоловіків також старших 18 років.
Середній дохід на одне домашнє господарство  становив 63 944 долари США (медіана — 50 578), а середній дохід на одну сім'ю — 74 231 долар (медіана — 58 614). Медіана доходів становила 50 378 доларів для чоловіків та 37 841 долар для жінок. За межею бідності перебувало 15,2 % осіб, у тому числі 17,1 % дітей у віці до 18 років та 10,8 % осіб у віці 65 років та старших.
Цивільне працевлаштоване населення становило 2985 осіб. Основні галузі зайнятості: освіта, охорона здоров'я та соціальна допомога — 32,8 %, виробництво — 11,8 %, фінанси, страхування та нерухомість — 11,5 %.